# Neotheora
Neotheora, hay "Bướm ma nguyên thủy Amazonia", là chi bướm đêm duy nhất trong họ Neotheoridae. Neotheora chiloides là loài duy nhất trong chi này, phân bố ở Mato Grosso, Brazil (Kristensen, 1999: 60; Nielsen et al., 2000).

## Sources
- Common Name Index Lưu trữ ngày 1 tháng 4 năm 2007 tại Wayback Machine